# Renato Ziggiotti
Renato Ziggiotti (castellanizado como Ziyoti), fue un sacerdote católico salesiano y el rector mayor de la Congregación Salesiana de Don Bosco entre 1952 y 1965, tiempo en el cual se constituyó como el V sucesor de Juan Bosco en el gobierno de la segunda comunidad religiosa masculina de la Iglesia Católica. Ziyoti fue el último R.M. anterior al Concilio Vaticano II y antes de dedicarse de lleno como religioso en la Congregación, fue militar. Ha sido el único R.M. que murió sin estar ocupando el cargo, ya que terminó su periodo en 1965 y se retiró primero a Colle Don Bosco y después a Venecia, su tierra natal.

## Biografía
Renato nació en Campodoro, Padua, el 9 de octubre de 1892. Hizo sus primeros estudios en el Colegio Salesiano de Este. En 1908 ingresa como novicio salesiano en Foglizzo y hace sus votos religiosos delante de Don Rúa el 15 de septiembre de 1909. Trabaja entonces como asistente en el Oratorio Salesiano de Valdocco y es profesor en la casa salesiana de Verona en 1912.
En 1914 estalla la I Guerra Mundial y como muchos jóvenes salesianos, Renato es reclutado y enviado a los campos de batalla en junio de 1915. En 1917 fue herido en un brazo y tiene que permanecer varios meses en el hospital, tiempo que aprovecha para continuar sus estudios de teología. Por fin, en abril de 1919 es desmovilizado del ejército con grado de capitán y entonces regresa a sus estudios para obtener el doctorado de filosofía y letras en la Universidad de Padua. El 8 de diciembre de 1920 es ordenado sacerdote.
Como joven salesiano se ofreció tres veces a las misiones en tierras extranjeras, pero por diferentes razones no pudo realizar este sueño. Primero debía partir a Ecuador en 1921, después a Australia en 1923 y por último a Japón en 1924. 
En 1931 es nombrado superior de la llamada Inspectoría Central de Italia y en 1937 es elegido consejero escolástico por el Capítulo Superior de los salesianos.
Una nueva guerra pondría en jaque a la congregación salesiana en Europa. Entre 1939 y 1945 se presenta la II Guerra Mundial y Don Renato se pone al servicio de los frentes de socorro en Turín, una ciudad que sufrió de fuertes bombardeos que por poco destruyen las obras de Don Bosco. Don Renato por ejemplo pudo salvar numerosos libros del santo lanzándolos por la ventana cuando la biblioteca personal de Don Bosco sufrió un incendio, así como sus habitaciones.

## Rector mayor de los salesianos
En 1952 fue elegido por el Capítulo General como rector mayor de los salesianos, siendo el primero de ellos que no era originario del Piamonte y el primero que no conoció personalmente a Don Bosco (Don Ricaldone, su antecesor, lo había visto al menos dos veces).
Fue además el primer rector mayor que visitó todas las casas salesianas del mundo, muy consciente de su papel como el Don Bosco de su tiempo que cumplía el gran sueño misionero del santo y además para dar motivaciones en un tiempo de grandes desesperanzas después de la guerra que dejó en la ruina a Europa y desconectado del centro salesiano al resto del mundo. Su gran viaje apostólico por el mundo comenzó en 1953 con la visita a las casas de Italia, Francia, Alemania, Austria, España y Portugal. En 1954 regresa a esos mismos países más Bélgica, los Países Bajos, Reino Unido e Irlanda.

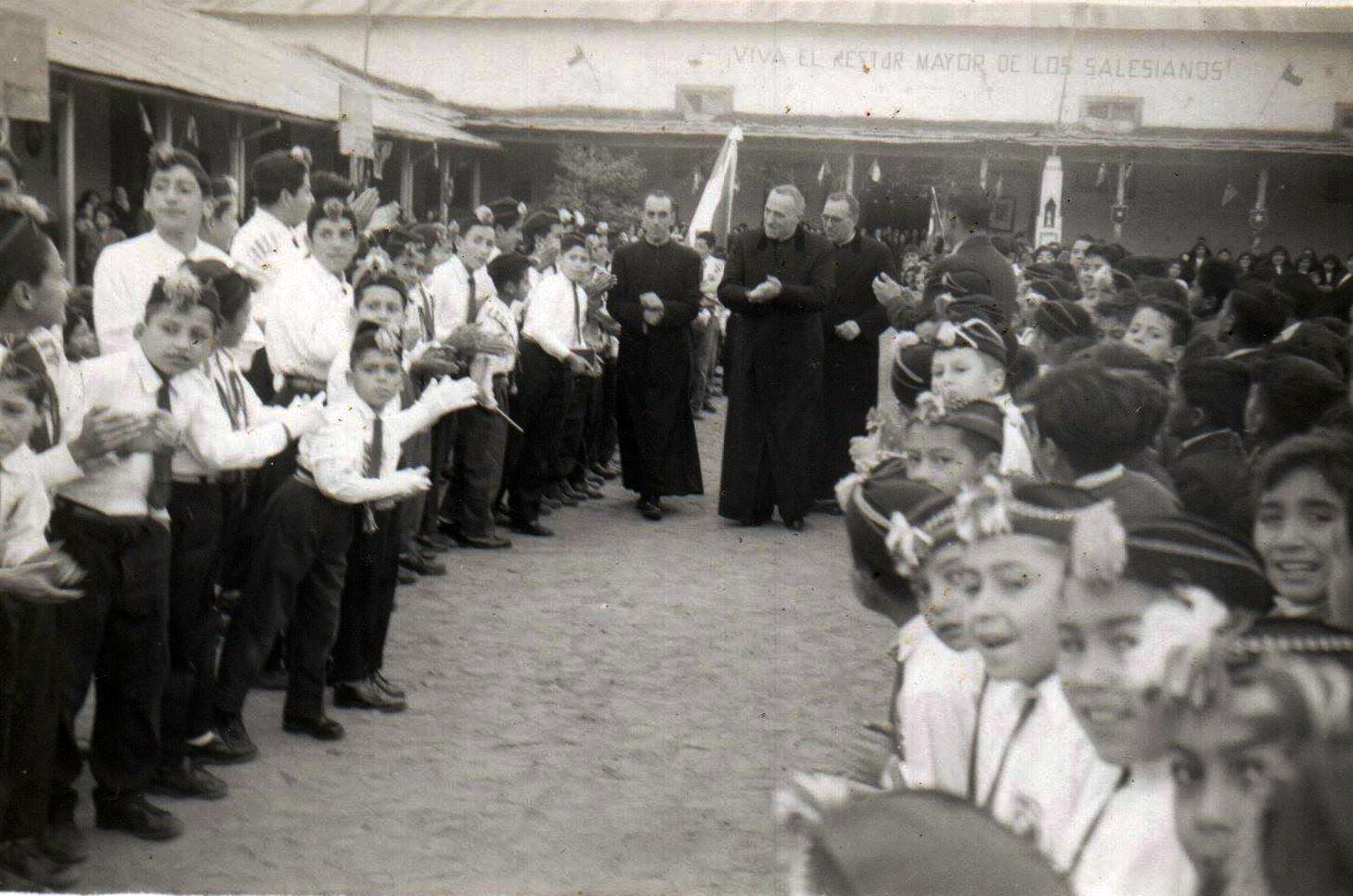
Renato Ziggiotti en su visita a la ciudad de Talca en Chile, 1960.

El 12 de junio de ese mismo año tiene lugar uno de los momentos más felices de su rectorado: el Papa canonizaba a Domingo Savio después de un largo y difícil proceso.
En 1955 visita Egipto, Jordania, Siria, Irán, Líbano, India, Birmania, Tailandia, Hong Kong, Macao, Filipinas, Japón, Australia, Estados Unidos y Canadá. En Japón festeja el jubileo sacerdotal de Monseñor Cimatti, el "Don Bosco del Japón".
En 1956 visita América Central, Antillas, México y Argentina. En este último país es declarado "Huésped de Honor del Gobierno Argentino" y recibe el título de "Cacique Honorario" del pueblo Onas.
En 1957 le toca el turno a Venezuela, Colombia, Ecuador y Brasil.
En 1959 la reliquia de Don Bosco es llevada a Cinecittá en Roma para ser venerada. El 3 de mayo el Papa Juan XXIII se presenta en la Iglesia para visitar a Don Bosco. Ese mismo año se comienzan las obras de construcción de una iglesia sobre I Becchi, como era el sueño de Don Ricaldone.
En 1960 visita Chile, Perú, Bolivia, Paraguay y Uruguay.
En 1962 el Papa Juan XXIII honora la Congregación Salesiana nombrando al Arzobispo salesiano de Santiago de Chile, Monseñor Raúl Silva Henríquez como cardenal. Ese mismo año se establece en el Pontificio Ateneo Salesiano el Instituto de Alta Latinidad que el Papa había confiado a los salesianos y comienza el Concilio Vaticano II en el cual Don Ziggiotti participa en las tres primeras sesiones. El Papa invitaría a participar a un futuro rector mayor de los Salesianos, Egidio Viganó.
En 1965 Don Ziggiotti pide al Capítulo General de los salesianos que elijan a un rector mayor más joven. Era el primer rector mayor que dimitía. Se retira a I Becchi como director del santuario en donde murió en 1983 en testimonio de humildad y dedicación.